# Remmighausen
Remmighausen (plattdeutsch: Remmsen) ist ein Ortsteil von Detmold im Kreis Lippe in Nordrhein-Westfalen und liegt etwa fünf Kilometer südöstlich  vom Stadtzentrum entfernt. Die benachbarten Detmolder Ortsteile sind im Uhrzeigersinn Diestelbruch, Schönemark, Hornoldendorf und Spork-Eichholz.

## Geschichte
Remmighausen wurde im Jahr 1052 gegründet und feierte 2002 das 950-jährige Bestehen. Die Herkunft des Namens ist entweder auf den früheren Grundbesitzer Remiken oder auf den heiligen Remigius zurückzuführen.
Am 1. Januar 1970 wurde Remmighausen in die Kreisstadt Detmold eingegliedert.

## Politik
In Remmighausen wohnen auf einer Fläche von 3,7 km² insgesamt 1924 Bürger (August 2006). Ortsbürgermeister ist derzeit Marjenne Wilkening (SPD), der Vertreter im Stadtrat ist Klaus Brand (SPD).

## Verkehrswesen

### Eisenbahn

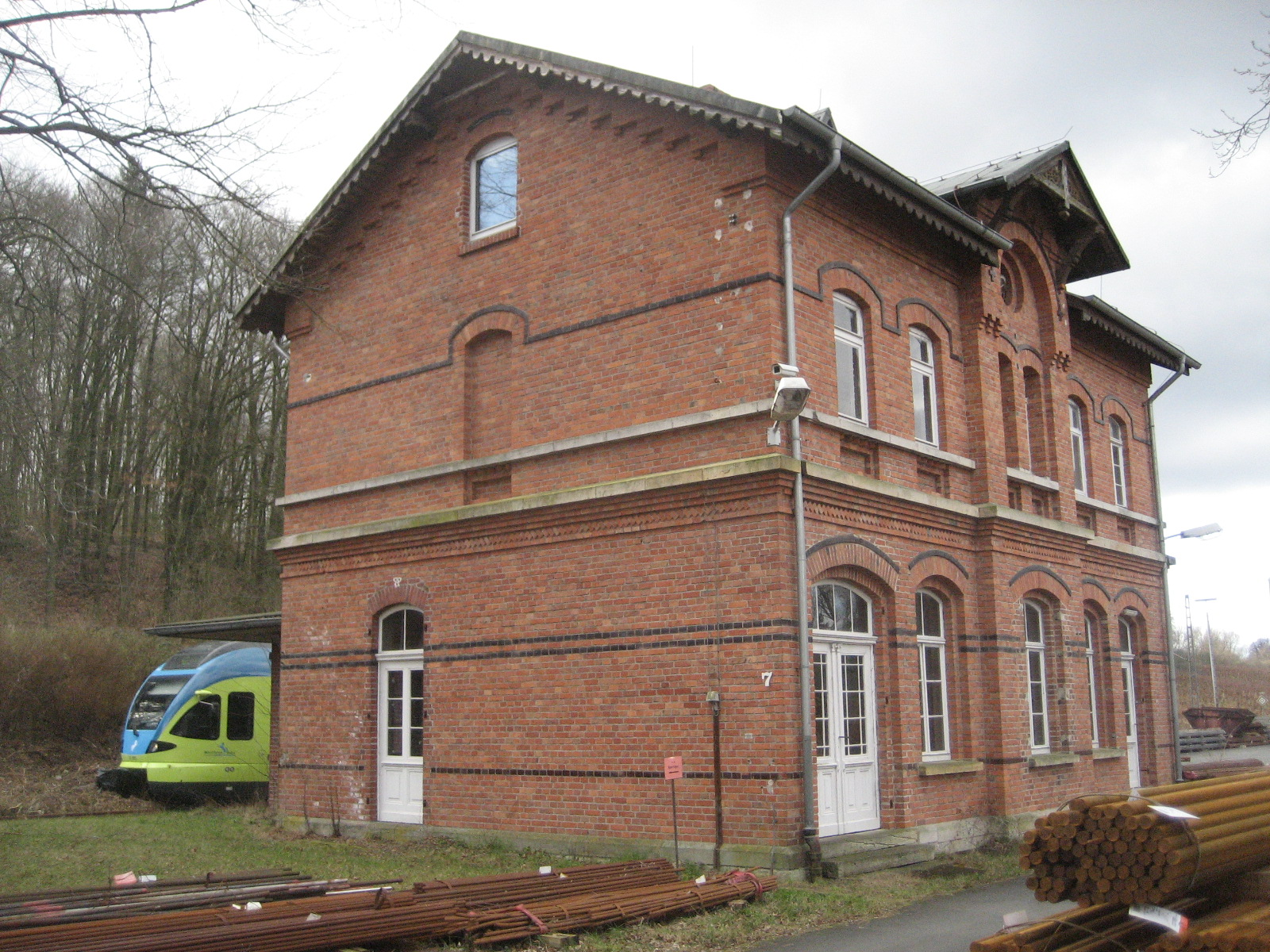
Bahnhof Remmighausen heute

Remmighausen liegt an der Bahnstrecke Herford – Himmighausen. Im Jahr 1895 wurde der Ortsteil Haltepunkt im Streckennetz der Bahn für Reise- und Güterzüge. Reisezüge halten jedoch heute nicht mehr im Bahnhof Remmighausen, allerdings findet eine Güterabfertigung statt. Um den Bahnhof zu erhalten – aber vor allem zur Vergrößerung des Betriebsgeländes – kaufte die Lippische Eisenindustrie das Bahnhofsgelände mit den Güterabfertigungsanlagen auf. Der Güterverkehr der Lippischen Eisenindustrie erfolgt regelmäßig. Die Reaktivierung des Bahnhofs Remmighausen als Verkehrsstation für den Personenverkehr wurde auf politischer Ebene immer wieder mal diskutiert, ist aber bisher nicht in Sicht.

### Straßenbahn
Bis zur Stilllegung 1952 wurde Remmighausen außerdem von Zügen der PESAG-Straßenbahnlinie Detmold – Paderborn durchfahren und somit an das Streckennetz der Straßenbahn Detmold angeschlossen.

### Busverkehr
Heute fahren nach Remmighausen nur noch Busse. Hierzu gehören die Regionalbusse der Linien 772  und 780 in Richtung Bad Meinberg bzw. Horn sowie der Stadtbus Detmold Linie 709.